# Pleșoiu
Pleșoiu est une commune roumaine située dans le județ d'Olt.